# Lutfo Dlamini
Lutfo Ephraim Dlamini (ur. w lipcu 1960) – suazyjski polityk.
Od 1998 do 2008 piastował funkcję ministra pracy i przedsiębiorczości. W październiku 2008 został mianowany ministrem spraw zagranicznych i współpracy międzynarodowej. Zawieszony w styczniu 2011, po ujawnieniu, że wraz z ambasadorem w Kuwejcie defraudował pieniądze przekazane przez władze tego państwa na pomoc humanitarną.